# Ommatius neofimbriatus
Ommatius neofimbriatus är en tvåvingeart som beskrevs av Martin 1964. Ommatius neofimbriatus ingår i släktet Ommatius och familjen rovflugor.
Artens utbredningsområde är Madagaskar. Inga underarter finns listade i Catalogue of Life.